# Latr
Latr (persiska: لتر) är en ort i Iran.   Den ligger i provinsen Mazandaran, i den norra delen av landet, 140 km norr om huvudstaden Teheran. Latr ligger 73 meter över havet och antalet invånare är 445.
Terrängen runt Latr är varierad.Runt Latr är det ganska tätbefolkat, med 116 invånare per kvadratkilometer. Närmaste större samhälle är Ramsar, 10,4 km nordväst om Latr. I omgivningarna runt Latr växer i huvudsak blandskog.